# Luka Novak
Luka Novak, slovenski pisatelj, založnik, prevajalec, scenarist in TV voditelj, rojen leta 1963 v Kopru. Je strokovnjak za intelektualno lastnino in deluje na področju upravljanja avtorske in sorodnih pravic ter kot svetovalec na mednarodnih projektih. Bil je direktor Urada RS za intelektualno lastnino in soustanovitelj založb Vale-Novak in Totaliteta. Je doktor znanosti s področja literarnih ved.

## Življenje in izobrazba
Luka Novak je bil rojen v Kopru, otroštvo pa je preživel v Dekanih in v Parizu. Maturiral je na Šubičevi gimnaziji, diplomiral pa na Filozofski fakulteti leta 1987 iz primerjalne književnosti. Po diplomi je odšel na podiplomski študij komparativistike in romanistike v Pariz, Köln in Tübingen, kjer je bil nekaj semestrov znanstveni sodelavec, sicer pa je delal na radiu Deutsche Welle kot novinar, prevajalec in voditelj. Po vrnitvi v Ljubljano leta 1993 je kot direktor prevzel vodenje založbe Vale-Novak, ki sta jo leta 1990 ustanovila skupaj z materjo Edvino. Večkrat se je izpopolnjeval na univerzi v Stanfordu, leta 1997 je na Poslovni šoli Bled končal študij MBA, doktoriral pa je na Univerzi v Ljubljani iz literarnih ved. Aktivno obvlada angleško, nemško, francosko, italijansko in srbsko, hrvaško ter bosansko. Ima štiri otroke in živi z družino v Ljubljani.

## Delo
Luka Novak je soustanovitelj založbe Vale-Novak, njen dolgoletni direktor in glavni urednik. V založniški karieri je leta 2003 zasnoval in vodil predstavitev Slovenije na knjižnem sejmu v Frankfurtu, v letih 1999-2011 pa je kot član Upravnega odbora v začetku let 2000 zasnoval novi format Slovenskega knjižnega sejma, v katerem je kot vodja mednarodnega programa deloval do leta 2020.
Kot publicist je objavljal tekste v Sodobnosti, Problemih, Teleksu, Mladini, Dnevniku in Delu, pisal scenarije (celovečerni film Stereotip, v sodelovanju z Damjanom Kozoletom) in prevedel številne sodobne francoske, angleške in italijanske romane (Julian Barnes, Frédéric Beigbeder, Benoît Duteurtre, Cédric Villani, Paolo Cognetti, Sandro Veronesi). Leta 2006 je kandidiral za župana mesta Ljubljana.
Z ženo Valentino Smej Novak sta scenarista in voditelja odmevne kuharske oddaje Ljubezen skozi želodec. Skupaj sta posnela 120 TV epizod z gastronomsko in življenjskostilsko tematiko. Skupaj sta prav tako izdala pet kuharskih knjig: Ljubezen skozi želodec (2009) in Ljubezen skozi želodec 2 (2010), Preprosto slovensko (2011), Zlahka (2015) in Hrana, taka, kot je (2017). Napisala sta tudi KU-KU vodnik po Benetkah (2011), ki združuje kulturo in kulinariko.
Je avtor dveh romanov, multižanrskega Zlati dež ali Kaj hoče moški? (2008) in Občutek pomladi v Litzirütiju (2012), pa tudi esejist, ki je v Franciji izdal dve knjigi. Knjiga Le Métro, Inconscient urbain (Podzemna železnica kot urbano nezavedno) je izšla v letu 2017 in govori o družbeni, ekonomski in psihološki vlogi metroja v razvoju metropol. Bila je odmevna v francoskih medijih (Le Monde, Libération, France Culture). Knjiga Phénoménologie de la mayonnaise (Fenomenologija majoneze) je izšla leta 2018 in analizira razvoj gastronomije skozi zgodovino in kritično osvetljuje njeno vlogo prevladujočega diskurza na družabnih omrežjih. Obe knjigi sta izšli pri pariški založbi Léo Scheer.
Napisal je tudi domunentarno delo Pariz na vse strani: spomini in kulturna zgodovina skozi pol stoletja pariškega življenja (2025).
Luka Novak je voditelj oddaj, ki sta jih skupaj z Valentino Smej Novak v letih 2018-19 zasnovala v okviru nacionalne osveščevalne kampanje 50 knjig, ki so nas napisale. Serija oddaj skozi 50 TV epizod osvetli vlogo petdesetih temeljnih literarnih in humanističnih del, ki so Slovence konstituirala kot narod. Seriji je sledil niz epizod, posvečen slovenski glasbi, 50 skladb, ki so nas zapele (2020-23). Obe seriji predvaja TV SLO 1.
Luka Novak deluje v Slovenski avtorski in založniški organizaciji za pravice reproduciranja in je ključni ekspert na projektu EU za podporo pravicam intelektualne lastnine v Bosni in Hercegovini za področje avtorske in sorodnih pravic. Je podpredsednik Evropske skupine Mednarodne federacije organizacij za pravico reprodukcije IFRRO in sodelavec strokovne revije Pravna praksa na področju avtorske zakonodaje.
Leta 2018 je prejel odlikovanje Chevalier des Arts et des Lettres (Vitez reda umetnosti in literature), ki ga podeljuje Francoska republika, 2019 pa Cavaliere dell'Ordine della Stella d'Italia Republike Italije. Za delo Polje gastronomije je bil leta 2019 nominiran za Rožančevo nagrado.